# 28. oktober
28. oktober er dag 301 i året i den gregorianske kalender (dag 302 i skudår). Der er 64 dage tilbage af året.
Simons (Judas) dag, er ifølge traditionen dagen, hvor apostlene Simon Zelotes og Judas Thaddeus blev martyrdræbt i Persien i år 71.
Dette er derfor i mange religioner en halv/hel helligdag, hvor man fejret Simon Zelotes, og derfor bliver denne dag kaldt for Simons dag, hvor fejringen handler om at tilbede navnet og give ofringsgaver.

### Begivenheder
Født - Dødsfald
- 1628 - Belejringen af La Rochelle afsluttes efter fjorten måneder med huguenotternes overgivelse.
- 1636 - USA’s første college bliver grundlagt af General Court of Massachusetts Bay Colony. Det blev senere kendt som Harvard University.
- 1709 - Danmark erklærer Sverige krig - og den store nordiske krig går i gang igen. Svenskerne havde lidt store nederlag i krigen mod Rusland og Kong Frederik 4. så chancen for at vinde det tabte Skåne tilbage.
- 1770 - Ved lov afskaffes 3. Påskedag, 3. Pinsedag og 3. Juledag i Danmark.
- 1807 - Efter det engelske angreb på Købehavn erklærer den russiske zar Aleksandr 1. af Rusland krig mod Storbritannien og indleder derved Den russisk-engelske krig (1807-1812)
- 1886 - Statuen Frihedsgudinden indvies i New York, USA.
- 1903 - På en prøvestrækning ved Berlin sætter en motorvogn fra AEG ny verdensrekord med 210,2 km/t.
- 1904 - New Yorks undergrundsbane (Subway’en) indvies. Den første strækning var på cirka 15 km og gik mellem City Hall og West 145th Street.
- 1918 - Tjekkoslovakiet får sin selvstændighed, efter de Allieredes sejr i 1. verdenskrig.
- 1919 - Den amerikanske kongres vedtager et forbud mod alkohol - ”The Volstead Act”.
- 1922 - I Italien marcherer Benito Mussolinis kamptropper Fasci di Combattimento (Sortskjorterne) ind i Rom, og Kong Vittorio Emanuele den 3. tilbyder Mussolini posten som ministerpræsident, inden det når at udvikle sig til sammenstød mellem regeringstropperne og Mussolinis 40.000 sortskjorter.
- 1940 - Italien invaderer Grækenland, men bliver 14 dage senere presset tilbage til Albanien.
- 1941 - Holocaust i Kaunas i Litauen, hvor mere end 9.000 jøder fra Kaunas' ghetto bliver skudt i en massakre.
- 1947 - Socialdemokratiet danner en mindretalsregering med Hans Hedtoft som statsminister. Regeringsovertagelsen kan finde sted, efter de Radikale har væltet Knud Kristensens Venstreregering.
- 1950 - Erik Eriksen danner en VK-regering med Ole Bjørn Kraft som udenrigsminister.
- 1962 - Nikita Khrusjtjov bekendtgør, at han har beordret de sovjetiske missilbaser i Cuba nedlagt.
- 1971 - Med 356 stemmer mod 244 vedtager det britiske parlament, at Storbritannien skal gå ind i Fællesmarkedet - EF.
- 1977 - Carlsberg Bryggerierne underskriver en kontrakt med DBU om at give to millioner kr. til dansk fodbold. En million skulle gå til landsholdet, mens den sidste skulle gå til klubfodbolden.
- 1988 - I Brøndbyhallen taber Gert Bo Jacobsen en VM-titelkamp til amerikaner Greg Haugen, da kampen bliver stoppet i 10. omgang, efter at Gert Bo Jacobsen har været i gulvet. Ved samme stævne blev Lars Lund Jensen europamester i juniorletvægt ved at besejre titelindehaveren, italieneren Piero Moreno, der opgav efter 9. omgang.
- 1995 - Over 300 bliver dræbt i verdens hidtil alvorligste ulykke i en undergrundsbane, da et tog bryder i brand mellem to stationer i Aserbajdsjans hovedstad Baku. Et par dage senere blev det oplyst, at en bombe anbragt af terrorister var skyld i ulykken.
- 2001 - Morgenavisen Jyllands-Posten afslører, at Tvind-koncernens leder Mogens Amdi Petersen bor i en fashionabel 810 kvadratmeter stor lejlighed til 50 millioner kroner på en milliardær-ø ud for Miami, USA. Det harmonerede dårligt med Tvinds politik for elever og lærere, hvor lærerne bl.a. lægger størstedelen af deres løn tilbage i Tvind-fonden. Mogens Amdi Petersen var ikke blevet set offentligt siden 1979.
- 2013 - En kraftig storm med vindstød af orkanstyrke rammer Danmark og England.

### Født
- 1690 - Peter Wessel Tordenskiold, dansk-norsk søhelt (død 1720).
- 1767 - Dronning Marie Sophie Frederikke, dansk dronning (død 1852).
- 1793 - Arveprinsesse Caroline, dansk prinsesse (død 1881).
- 1909 - Francis Bacon, irsk-engelsk maler (død 1992).
- 1929 - Joan Plowright, engelsk skuespillerinde (død 2025).
- 1933 - Garrincha, brasiliansk fodboldspiller (død 1983).
- 1941 - Elisabeth Arnold, dansk politiker fra Radikale Venstre.
- 1944 - Claus Borre, dansk sportsjournalist.
- 1946 - Niels Fredborg, dansk cykelrytter.
- 1954 - Niels Eje, dansk oboist og komponist.
- 1955 - Bill Gates, amerikansk softwarepioner (Microsoft).
- 1960 - Kim J. Henriksen, dansk sanger og musiker
- 1963 - Eros Ramazzotti, italiensk sanger.
- 1964 - Henrik Rehr, dansk tegneserietegner.
- 1967 - Julia Roberts, amerikansk skuespillerinde.
- 1974 - Joaquin Phoenix, amerikansk skuespiller.
- 1980 - Agnes Obel - dansk sangerinde/sangskriver
- 1980 - Lee Roche - engelsk professionel fodboldspiller
- 1981 - Milan Baroš, tjekkisk fodboldspiller.
- 1988 - Devon Murray, irsk skuespiller.

### Dødsfald
- 1412 - Margrete 1., dansk dronning (født 1353)
- 1704 - John Locke, engelsk filosof (født 1632).
- 1708 - Prins Jørgen, hertug af Cumberland (født 1653).
- 1740 - Anna Ivanovna af Rusland, russisk kejserinde (født 1693).
- 1905 - Johan Louis Ussing, dansk filolog og arkæolog (født 1820).
- 1977 - Kaj Birket-Smith, dansk polarforsker (født 1893).
- 1982 - Eik Koch, dansk skuespiller (født 1914).
- 1993 - Juri Lotman, estisk semiotiker (født 1922)
- 2010 - Jonathan Motzfeldt, grønlandsk politiker og præst (født 1938).
- 2023 - Matthew Perry, canadisk-amerikansk skuespiller (født 1969).
- 2023 - Adam Johnson, amerikansk ishockeyspiller (født 1994)
- 2024 - Ulf Pilgaard, dansk skuespiller og komiker (født 1940).

|  | Denne datoartikel kan blive bedre, hvis der indsættes et (bedre) billede Du kan hjælpe ved at afsøge Wikimedia Commons for et passende billede eller uploade et godt billede til Wikimedia Commons iht. de tilladte licenser og indsætte det i artiklen. |